# Анна Карін Стремстедт
Анна Карін Стремстедт (швед. Anna Karin Strömstedt нар. 1 січня 1981  Вансборо, Даларна, Швеція) — шведська біатлоністка, учасниця чемпіонатів світу з біатлону та етапів кубка світу з біатлону.

## Виступи на чемпіонатах світу
| Рік  | Місце проведення     | Інд | Спр | Пр | МС | Ест | ЗМ |
| 2011 | Ханти-Мансійськ      |     | 45  | 36 |    |     |    |
| 2012 | Рупольдінг           | 45  | 56  | 52 |    | 5   |    |
| 2013 | Нове Место-на-Мораві |     |     |    |    | 15  |    |

## Кар'єра в Кубку світу
Анна Карін дебютувала на етапах Кубка світу у 2010 році. Наразі її найкращим особистим досягненням є 12 місце в спринті на 2-му етапі Кубка світу сезону 2012/2013 в австрійському Гохфільцені
- Дебют в кубку світу — 3 грудня 2010 року в спринті в Естерсунді — 61 місце.
- Перше попадання в залікову зону — 4 лютого 2011 року в спринті в Преск-Айлі — 31 місце.

## Загальний залік в Кубку світу
- 2010-2011 — 59-е місце (56 очок)
- 2011-2012 — 52-е місце (86 очок)
- 2012-2013 — 67-е місце (43 очки)

## Статистика стрільби
| № п/п | Сезон     | Загальна        | Індивідуальна гонка | Спринт         | Гонка переслідування | Мас-старт  | Естафета      |
| ----- | --------- | --------------- | ------------------- | -------------- | -------------------- | ---------- | ------------- |
| 1     | 2010-2011 | 61,7% (142/230) | 57,5% (23/40)       | 63,3% (57/90)  | 62,0% (62/100)       | 0,0% (0/0) | 0,0% (0/0)    |
| 2     | 2011-2012 | 66,7% (186/279) | 70,0% (28/40)       | 61,0% (61/100) | 71,0% (71/100)       | 0,0% (0/0) | 66,7% (26/39) |
| 3     | 2012-2013 | 71,5% (183/256) | 80,0% (16/20)       | 70,0% (42/60)  | 66,0% (66/100)       | 0,0% (0/0) | 77,6% (59/76) |